# Emilia Broomé
Emilia Augusta Clementina Broomé, nacida Lothigius, (Jönköping, 13 de enero de 1866 - Estocolmo, 2 de junio de 1925) fue una política sueca liberal, feminista y activista por la paz. Fue la primera mujer en la Riksdag (Asamblea Legislativa Sueca) en1914.

## Trayectoria
Broomé nació el 13 de octubre de 1866 en Jönköping. Se crio en Jönköping, donde estudió en la escuela local de niñas. Obtuvo su título profesional en Wallinska skolan en 1883 y se graduó en filosofía y medicina en Upsala en 1884. A partir de entonces trabajó como profesora en la escuela de Anna Whitlock en Estocolmo.
Fue presidenta de la Stockholmsföreningen för kvinnans politiska rösträtt (la rama de Estocolmo de la Asociación Nacional para el Sufragio de la Mujer Sueca) desde su fundación en 1902 hasta 1906. Fue miembro de la junta directiva de  la Centralförbundet för Socialt Arbete (Sociedad para el Bienestar Social) en 1904-1925, y miembro de la Dirección de Educación de Estocolmo.
También fue presidenta de la Unión por la Paz de las Mujeres de Suecia, desde el año en que la fundó en 1898 hasta que se fusionó con la Unión por la paz sueca en 1911, y actuó como representante de Suecia en la Conferencia Internacional de paz de La Haya en 1899.
Fue nominada para las elecciones al Ayuntamiento de Estocolmo en 1910 y en 1911. Fue elegida para el consejo de la ciudad y sirvió entre 1911 y 1924. Fue presidenta de las mujeres liberales entre 1917 y 1920.
Broomé fue la primera mujer sueca en formar parte del Lagberedningen  (Comité Legislativo Estatal Sueco), que preparó las nuevas leyes y en el que se desempeñó como miembro en 1914-1918. Participó en la redacción de la reforma de la ley de matrimonio en 1920, en la que se igualaron hombres y mujeres y se declaró mayor de edad a la mujer casada; en la ley de igualdad de salario entre hombres y mujeres de 1921; y la ley Behörighetslagen que otorgó a las mujeres el derecho a todas las profesiones oficiales en 1923.